# Gavrus
Gavrus est une commune française située dans le département du Calvados en région Normandie, peuplée de 623 habitants.

## Géographie
Gavrus est une commune rurale située à 3 kilomètres au nord d'Évrecy, à 5 kilomètres de Mouen et à 13 kilomètres de Caen. Elle est traversée par l'Odon.

### Hydrographie
La commune est située dans le bassin Seine-Normandie. Elle est drainée par l'Odon et  et un autre petit cours d'eau,.
L'Odon, d'une longueur de 47 km, prend sa source dans la commune des Monts d'Aunay et se jette  dans l'Orne à Fleury-sur-Orne, après avoir traversé 20 communes.

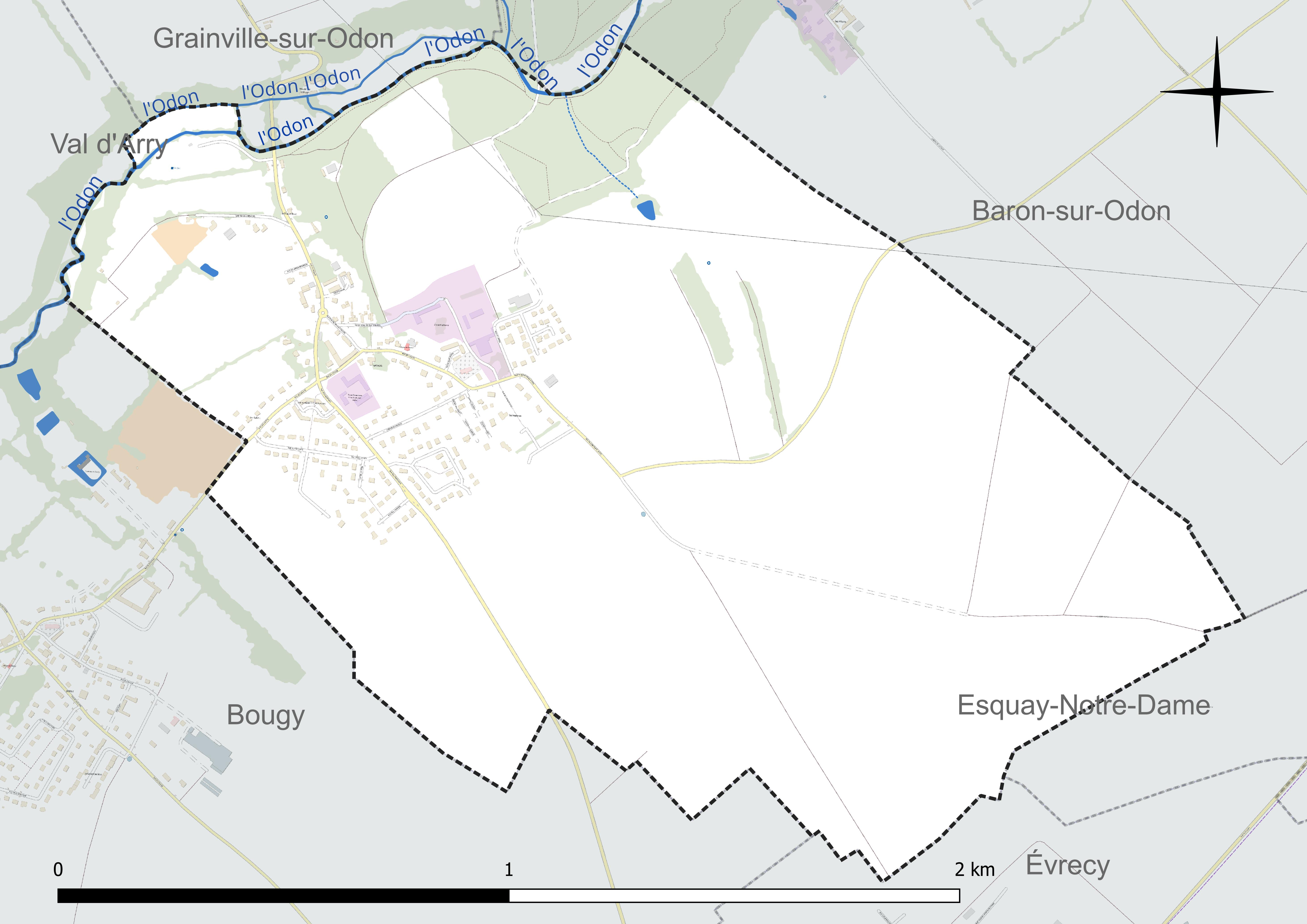
Réseau hydrographique de Gavrus.

### Climat
Pour des articles plus généraux, voir Climat de la Normandie et Climat du Calvados.
En 2010, le climat de la commune est de type climat océanique franc, selon une étude du CNRS s'appuyant sur une série de données couvrant la période 1971-2000. En 2020, Météo-France publie une typologie des climats de la France métropolitaine dans laquelle la commune est exposée à un climat océanique et est dans la région climatique Normandie (Cotentin, Orne), caractérisée par une pluviométrie relativement élevée (850 mm/a) et un été frais (15,5 °C) et venté. Parallèlement le GIEC normand, un groupe régional d'experts sur le climat, différencie quant à lui, dans une étude de 2020, trois grands types de climats pour la région Normandie, nuancés à une échelle plus fine par les facteurs géographiques locaux. La commune est, selon ce zonage, exposée à un « climat des plateaux abrités », correspondant à la plaine agricole de Caen à Falaise, sous le vent des collines de Normandie et proche de la mer, se caractérisant par une pluviométrie et des contraintes thermiques modérées.
Pour la période 1971-2000, la température annuelle moyenne est de 10,5 °C, avec  une amplitude thermique annuelle de 12,3 °C. Le cumul annuel moyen de précipitations est de 780 mm, avec 12,5 jours de précipitations en janvier et 7,5 jours en juillet. Pour la période 1991-2020, la température moyenne annuelle observée sur la station météorologique la plus proche, située sur la commune de Carpiquet à 9 km à vol d'oiseau, est de 11,5 °C et le cumul annuel moyen de précipitations est de 740,3 mm,. Pour l'avenir, les paramètres climatiques de la commune estimés pour 2050 selon différents scénarios d'émission de gaz à effet de serre sont consultables sur un site dédié publié par Météo-France en novembre 2022.

## Urbanisme

### Typologie
Au 1er janvier 2024, Gavrus est catégorisée commune rurale à habitat dispersé, selon la nouvelle grille communale de densité à 7 niveaux définie par l'Insee en 2022.
Elle est située hors unité urbaine. Par ailleurs la commune fait partie de l'aire d'attraction de Caen, dont elle est une commune de la couronne,. Cette aire, qui regroupe 296 communes, est catégorisée dans les aires de 200 000 à moins de 700 000 habitants,.

### Occupation des sols
L'occupation des sols de la commune, telle qu'elle ressort de la base de données européenne d'occupation biophysique des sols Corine Land Cover (CLC), est marquée par l'importance des territoires agricoles (81,6 % en 2018), en diminution par rapport à 1990 (93,1 %). La répartition détaillée en 2018 est la suivante : 
terres arables (80,9 %), zones urbanisées (12,2 %), forêts (6,2 %), prairies (0,8 %). L'évolution de l'occupation des sols de la commune et de ses infrastructures peut être observée sur les différentes représentations cartographiques du territoire : la carte de Cassini (XVIIIe siècle), la carte d'état-major (1820-1866) et les cartes ou photos aériennes de l'IGN pour la période actuelle (1950 à aujourd'hui).

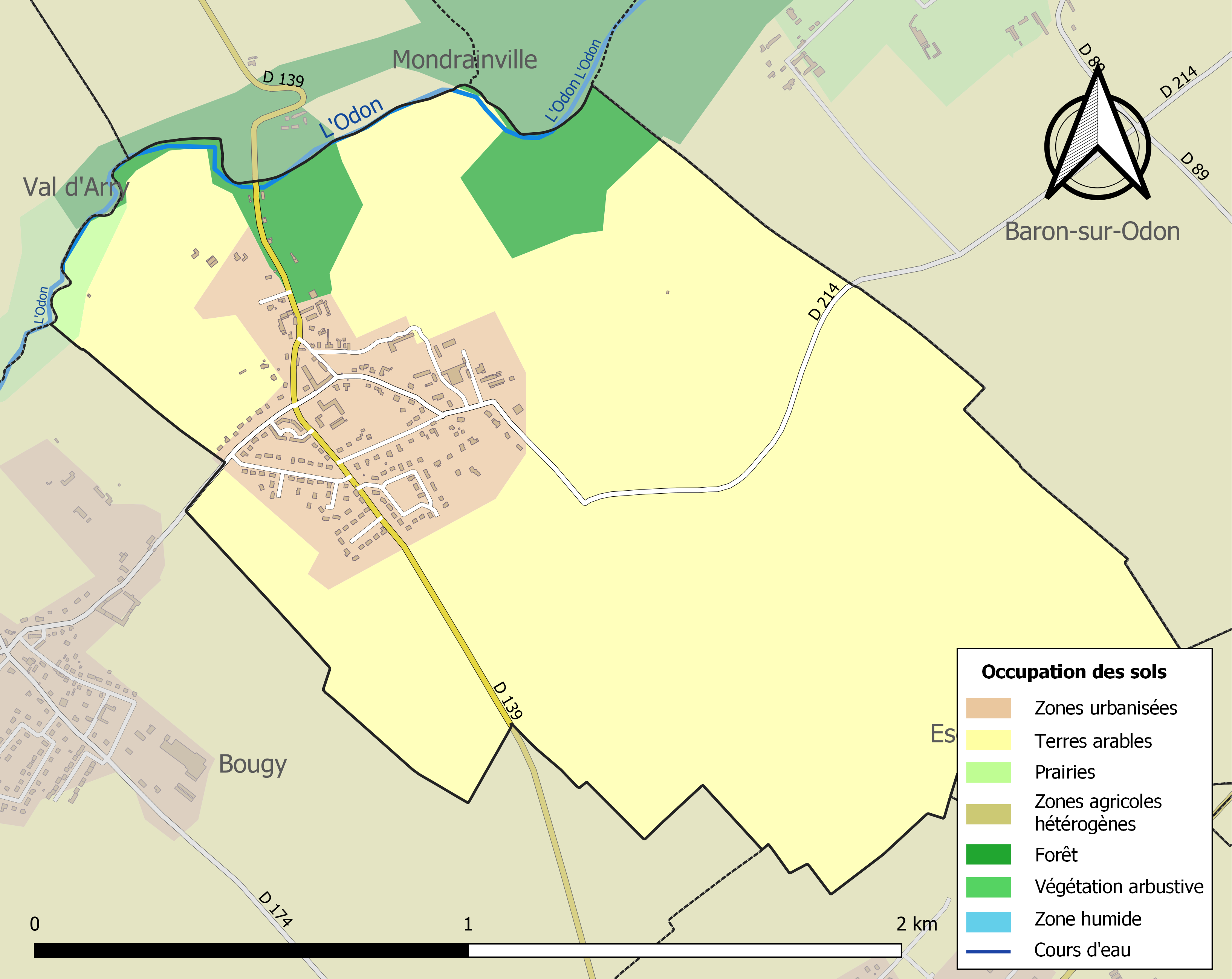
Carte des infrastructures et de l'occupation des sols de la commune en 2018 (CLC).

## Toponymie
Le nom de la localité est attesté sous les formes Gavriz en 1222 (charte de l'abbaye d'Aunay) et Gavruz (charte de l'abbaye d'Ardenne, 134) en 1227, Gavri au XIVe siècle (livre pelut de Bayeux).
L'étymologie de ce toponyme est incertaine, il serait un dérivé du prélatin vabr qui évoquerait la forêt.

## Histoire
Le soir du 22 juin 1944, un bombardier américain Martin B-26 Marauder transportant huit hommes d'équipage a été abattu par la défense antiaérienne allemande lors d'une mission à Baron-sur-Odon. L'avion a explosé et s'est écrasé dans les bois près de Gavrus.

## Politique et administration

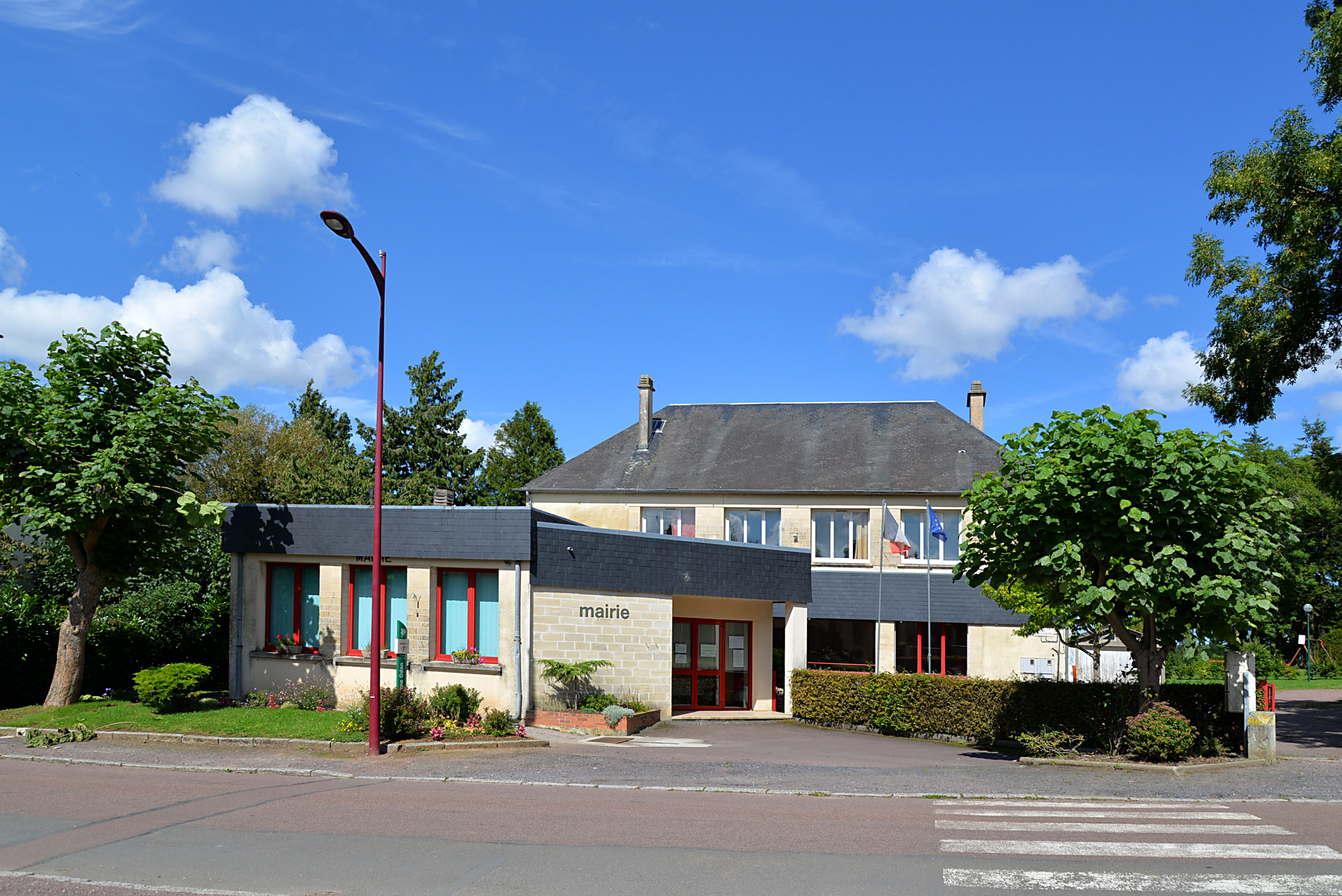
La mairie.

| Période                                  | Période  | Identité            | Étiquette | Qualité        |
| ---------------------------------------- | -------- | ------------------- | --------- | -------------- |
| 1983                                     | mai 2020 | Philippe Bouchard   | SE        | Technicien BTP |
| mai 2020                                 | En cours | Jérôme Lebouteiller | SE        | Ingénieur VRD  |
| Les données manquantes sont à compléter. |          |                     |           |                |

## Démographie
L'évolution du nombre d'habitants est connue à travers les recensements de la population effectués dans la commune depuis 1793. Pour les communes de moins de 10 000 habitants, une enquête de recensement portant sur toute la population est réalisée tous les cinq ans, les populations de référence des années intermédiaires étant quant à elles estimées par interpolation ou extrapolation. Pour la commune, le premier recensement exhaustif entrant dans le cadre du nouveau dispositif a été réalisé en 2006.
En 2022, la commune comptait 623 habitants, en évolution de +12,25 % par rapport à 2016 (Calvados : +1,58 %, France hors Mayotte : +2,11 %).
| 1793 | 1800 | 1806 | 1821 | 1831 | 1836 | 1841 | 1846 | 1851 |
| ---- | ---- | ---- | ---- | ---- | ---- | ---- | ---- | ---- |
| 153  | 138  | 173  | 191  | 175  | 189  | 148  | 152  | 163  |

| 1856 | 1861 | 1866 | 1872 | 1876 | 1881 | 1886 | 1891 | 1896 |
| ---- | ---- | ---- | ---- | ---- | ---- | ---- | ---- | ---- |
| 169  | 169  | 152  | 138  | 120  | 129  | 109  | 102  | 84   |

| 1901 | 1906 | 1911 | 1921 | 1926 | 1931 | 1936 | 1946 | 1954 |
| ---- | ---- | ---- | ---- | ---- | ---- | ---- | ---- | ---- |
| 96   | 87   | 104  | 108  | 102  | 91   | 87   | 80   | 110  |

| 1962 | 1968 | 1975 | 1982 | 1990 | 1999 | 2006 | 2011 | 2016 |
| ---- | ---- | ---- | ---- | ---- | ---- | ---- | ---- | ---- |
| 112  | 111  | 127  | 161  | 196  | 218  | 434  | 556  | 555  |

| 2021 | 2022 | - | - | - | - | - | - | - |
| ---- | ---- | - | - | - | - | - | - | - |
| 610  | 623  | - | - | - | - | - | - | - |

## Culture locale et patrimoine

### Lieux et monuments
- Le château.
- L'église Saint-Aubin et son clocher-mur.
- L'église Notre-Dame auxiliatrice.
- Le monument aux morts dans le cimetière près de l'église.